# Bagno di uomini
Il Bagno di uomini è una xilografia di Albrecht Dürer, databile al 1496 circa e conservata, tra le migliori copie esistenti, nel British Museum di Londra.

## Descrizione e stile
L'opera rappresenta il tentativo di Dürer di sperimentare anche su un soggetto di contenuto non religioso i nuovi mezzi stilistici che aveva sviluppato. Questa composizione a tema insolito (del cui pezzo corrispettivo, Donne al bagno, è rimasto solo il disegno preparatorio) testimonia il suo interesse per il nudo maschile. Jacopo de' Barbari non gli aveva concesso di esaminare il suo metodo di costruzione della figura umana, basato su uno schema di proporzioni, ma Dürer iniziò una serie di sperimentazioni con l'aiuto delle antiche indicazioni di Vitruvio, e proprio con questa xilografia propose i primi risultati dei suoi studi. 
Si è tentato ripetutamente di trovare un significato per il Bagno di uomini. Si è creduto di potervi riconoscere la personificazione delle quattro complessioni o temperamenti, unita a un'incarnazione dei cinque sensi. Questa interpretazione naufraga già per il semplice fatto che i bagnanti sono sei.
Altrettanto poco convincente è l'intento di riconoscere nelle figure le effigi di Dürer e dei suoi conoscenti: nessuna dei sei uomini corrisponde per le sue fattezze e per l'età a quella dell'artista, che aveva allora circa 26 anni.